# Belgická liga ledního hokeje
Belgická liga ledního hokeje nebo přesněji Mistrovství Belgie (Oficiální název: Belgian Championship, nizozemsky Belgisch kampioenschap ijshockey, francouzsky Championnat de Belgique de hockey sur glace) je nejvyšší profesionální soutěž v ledním hokeji v Belgickém království organizovaná Belgickou královskou federací ledního hokeje. Ligy se účastní šest klubů, další hrají ve třech nižších divizích.

## Vítězové
- 2023:
- 2022: Liege Bulldogs IHC
- 2021:
- 2020: HYC Herentals
- 2019: HYC Herentals
- 2018: HYC Herentals
- 2017: HYC Herentals
- 2016: HYC Herentals
- 2015: Antwerp Phantoms
- 2014: Liege Bulldogs IHC
- 2013: IHC Leuven
- 2012: HYC Herentals
- 2011: White Caps Turnhout
- 2010: Chiefs Leuven
- 2009: HYC Herentals
- 2008: White Caps Turnhout
- 2007: White Caps Turnhout
- 2006: White Caps Turnhout
- 2005: Chiefs Leuven
- 2004: Olympia Heist op den Berg
- 2003: Phantoms Deurne
- 2002: HYC Herentals
- 2001: Phantoms Deurne
- 2000: Phantoms Deurne
- 1999: Olympia Heist op den Berg
- 1998: HYC Herentals
- 1997: HYC Herentals
- 1996: Griffoens Geel

- 1995: nehrálo se
- 1994: Herentals IJC
- 1993: Herentals IJC
- 1992: Olympia Heist op den Berg
- 1991: Olympia Heist op den Berg
- 1990: Olympia Heist op den Berg
- 1989: Olympia Heist op den Berg
- 1988: Olympia Heist op den Berg
- 1987: Olympia Heist op den Berg
- 1986: Olympia Heist op den Berg
- 1985: Herentals IJC
- 1984: Herentals IJC
- 1983: Olympia Heist op den Berg
- 1982: Brussels Royal IHSC
- 1981: Herentals IJC
- 1980: Brussels Royal IHSC
- 1979: Olympia Heist op den Berg
- 1978: Brussels Royal IHSC
- 1977: Brussels Royal IHSC
- 1976: Brussels Royal IHSC
- 1975: Brussels Royal IHSC
- 1974: Cercle des Patineurs Liègois
- 1973: Cercle des Patineurs Liègois
- 1972: Cercle des Patineurs Liègois
- 1971: Brussels Royal IHSC
- 1970: Brussels Royal IHSC
- 1969: Olympia IHC, Antwerp
- 1968: Brussels IHSC Poseidon

- 1967: Olympia IHC, Antwerp
- 1966: Olympia IHC, Antwerp
- 1965: Cercle des Patineurs Liègois
- 1964: Cercle des Patineurs Liègois
- 1963: Cercle des Patineurs Liègois
- 1962: Brussels Royal IHSC (Brussels IHSC) and Brussels IHSC
- 1961: Cercle des Patineurs Liègois
- 1960: Cercle des Patineurs Liègois
- 1959: Antwerp Ice Hockey Club
- 1958: Antwerp Ice Hockey Club
- 1957: Antwerp Ice Hockey Club
- 1956: Antwerp Ice Hockey Club
- 1955: Cercle des Patineurs Liègois
- 1954: Brabo IHC, Antwerp
- 1953: Brabo IHC, Antwerp
- 1952: Brabo IHC, Antwerp
- 1951: Entente Saint-Sauveur de Bruxelles
- 1950: Brabo IHC, Antwerp
- 1949: Cercle des Patineurs Liègois
- 1948: Brussels Royal IHSC (Enente St`Sauveur)
- 1947: Brussels Royal IHSC (Brussels IHSC)
- 1946: Cercle des Patineurs Unis
- 1945: Brussels Royal IHSC (Brussels IHSC)
- 1944: Brussels Royal IHSC (Brussels IHSC)
- 1943: Brussels Royal IHSC (Brussels IHSC)
- 1942: Brussels Royal IHSC (Brussels IHSC)
- 1941: Brussels Royal IHSC (Brussels IHSC)
- 1940: Brussels Royal IHSC (Brussels IHSC)

- 1939: Cercle des Sports d’Hiver de Bruxelles
- 1938: Brussels Royal IHSC (Brussels IHSC)
- 1937: Cercle des Sports d’Hiver de Bruxelles
- 1936: Cercle des Patineurs Anversoises, Antwerp
- 1935: Cercle des Patineurs Anversoises, Antwerp
- 1934: Cercle des Patineurs Anversoises, Antwerp
- 1933: nehrálo se
- 1932: nehrálo se
- 1931: nehrálo se
- 1930: nehrálo se
- 1929: Cercle des Patineurs Anversoises, Antwerp
- 1928: Le Puck d’Anvers, Antwerp
- 1927: Le Puck d’Anvers, Antwerp
- 1926: Le Puck d’Anvers, Antwerp
- 1925: Le Puck d’Anvers, Antwerp
- 1924: Le Puck d’Anvers, Antwerp
- 1923: Brussels Royal IHSC (Brussels IHSC)
- 1922: Saint Sauveur Ice Hockey Club
- 1921: Cercle des Patineurs de Bruxelles
- 1920: Cercle des Patineurs de Bruxelles
- 1919: nehrálo se
- 1918: nehrálo se
- 1917: nehrálo se
- 1916: nehrálo se
- 1915: nehrálo se
- 1914: Cercle des Patineurs de Bruxelles
- 1913: Brussels Royal IHSC (Brussels IHSC)
- 1912: Brussels Royal IHSC (Brussels IHSC)